# 2727 Paton
2727 Paton è un asteroide della fascia principale. Scoperto nel 1979, presenta un'orbita caratterizzata da un semiasse maggiore pari a 2,6116250 UA e da un'eccentricità di 0,1001779, inclinata di 3,50842° rispetto all'eclittica.